# Addison (альбом)
Addison — дебютный студийный альбом американской певицы Эддисон Рей, вышедший 6 июня 2025 года на лейбле Columbia Records и As Long As I’m Dancing. Ему предшествовали пять синглов: «Diet Pepsi», «Aquamarine», «High Fashion», «Headphones On» и «Fame Is a Gun». После выхода альбом Addison получил в целом положительные отзывы, критики высоко оценили уникальное артистическое мастерство Рей и экспериментальное производство.

## Предыстория
Изначально Рей стала известна как создатель контента на TikTok, где она собрала более 88 миллионов подписчиков. Позже она занялась актёрским мастерством и пением, на последнее её подтолкнуло обожание поп-музыки. 18 августа 2023 года Рей выпустила свой дебютный мини-альбом AR, в который вошёл её дебютный сингл «Obsessed», а также четыре других трека, включая совместную работу с британской певицей Charli XCX. Рей рассказала, что XCX сыграла решающую роль в формировании её музыкального пути после выхода этого трека. Говоря с Vogue о своих музыкальных устремлениях в 2023 году, она выразила желание иметь «полный контроль над тем, чтобы сделать все именно так, как я себе это представляю», назвав EP «завершающей нотой последних нескольких лет», а также «ступенькой вперёд в моей карьере».
В беседе с Бриттани Спанос из Rolling Stone в январе 2025 года Рей рассказала, что для создания своего дебютного студийного альбома она привлекла только Луку Клосера и Эльвиру Андерфьерд. Оба они подписаны на MxM Music, издательскую компанию, принадлежащую шведскому продюсеру Максу Мартину. Клозер, Андерфьорд и Рей также стали соавторами всех песен альбома, работая между Лос-Анджелесом, Нью-Йорком и Швецией. Частично альбом был записан в студии Мартина в Швеции. Во время интервью Спанос было представлено несколько треков альбома, которые она описала как «гипнотические, похожие на транс поп-песни, пульсирующие и пышные» с текстами, в которых воплощён дух «молодости, веселья и свободы». В беседе с Сюзи Экспозито из Elle, Рей, Клозер и Андерфьерд рассказали, что альбом был вдохновлён альбомом Мадонны 1998 года Ray of Light, а синтезатор Korg M1 был назван «звуковым стержнем» альбома.
В преддверии его выхода многие издания называли альбом одним из самых ожидаемых музыкальных проектов 2025 года.
В объявлениях на сайте интернет-магазина Рей указано, что Addison — «первый и последний альбом Эддисон Рей», что говорит о возможном изменении её творческой идентичности. В интервью Elle Рэй отметила, что теперь она идентифицирует себя просто как Эддисон, и рассказала о более целенаправленном подходе к своей карьере. Она также назвала своё танцевальное прошлое ключевым влиянием на её музыкальный стиль, подчеркнув, что фокусируется на том, как музыка чувствует и движет телом.

## Продвижение
12 апреля 2025 года певица неожиданно появилась на концерте певицы Алехандры Родригес (Арка) в рамках фестиваля Коачелла-2025. Во время исполнения их совместной песни «Arcamarine» Рей сообщила дату выхода альбома, продемонстрировав розовое нижнее бельё от Victoria’s Secret с надписью «6 июня». 23 апреля Рей раскрыла название альбома и обложку. В альбом войдут двенадцать треков.
27 мая Рей представила трейлер альбома, который послужил повторным представлением певицы. 4 июня Рей показала видеоклип на десятый трек с альбома «Times Like These» и выпустила его 6 июня. Затем The New York Times сообщила, что на каждую песню альбома будут сняты видеоклипы.

### Синглы
В 2024 году Рей подписала контракт с Columbia Records и 9 августа 2024 года выпустила свой дебютный сингл «Diet Pepsi», «мечтательную поп-песню». Сингл стал её прорывным хитом, заняв 54-е место в Billboard Hot 100, а также вошёл в топ-10 в Великобритании. Второй сингл «Aquamarine» был выпущен 25 октября. Песня была описана как «призыв сирены, обёрнутый в мерцание танцевальной поп-музыки», и её сравнивали с такими певицами, как Мадонна, Бритни Спирс и Кайли Миноуг. Позднее песня была ремикширована венесуэльским продюсером и певицей Аркой и получила название «Arcamarine». 14 февраля 2025 года она выпустила третий сингл «High Fashion», рассказывающий о «пристрастии» к моде и о том, что в результате этого она чувствует себя более сильной. «Headphones On», напоминающая «гладкий, нью-джек свинг баунс прямо из 1994 года», смешанный с лирикой в духе Ланы Дель Рей, была выпущена в качестве четвёртого сингла 18 апреля. Рей описала создание песни и видео как «катарсический» и «преобразующий опыт». «Fame Is a Gun» вышел в качестве пятого сингла 30 мая. 4 июня Рей опубликовала тизер клипа на десятый трек из альбома, «Times Like These», и объявила, что он выйдет 6 июня.

### Живые выступления
Рей выступила 5 июня 2025 года в The Box, Нью-Йорк, со Spotify, чтобы отпраздновать выход альбома. Она исполнила «Diet Pepsi», «Aquamarine», джазовую версию «High Fashion», «Headphones On», «Fame Is a Gun», «Times Like These» и «New York». Она исполнила те же семь песен в The Box Soho, Лондон, 10 июня. 17 июня Рей объявила о своем первом туре в качестве хедлайнера, The Addison Tour, с датами в Европе, Северной Америке и Австралии, которые были назначены на август-ноябрь 2025 года.

## Отзывы
| Совокупная оценка    | Совокупная оценка |
| Источник             | Оценка            |
| -------------------- | ----------------- |
| AnyDecentMusic?      | 7.2/10            |
| Metacritic           | 79/100            |
| Оценки критиков      |                   |
| Источник             | Оценка            |
| Clash                | 8/10              |
| The Guardian         | [ 37 ]            |
| The Independent      | [ 38 ]            |
| The Line of Best Fit | 6/10              |
| NME                  | [ 40 ]            |
| Pitchfork            | 8.0/10            |
| Rolling Stone        | [ 2 ] [ 8 ]       |
| Slant Magazine       | [ 42 ]            |
| Exclaim!             | 8/10              |
| Paste                | 8.2/10            |

Addison получил в целом положительные отзывы после выпуска. На сайте Metacritic, который присваивает нормализованную оценку из 100 баллов рецензиям из основных изданий, альбом получил средний балл 79 на основе 14 рецензий, что указывает на «в целом благоприятные отзывы». Критики высоко оценили уникальное артистическое мастерство Рей и сочетание ностальгических элементов с современной экспериментальной продукцией.
Майя Георги из Rolling Stone подчеркнула концепцию и продюсирование проекта: «Эклектичные намерения Рей ясны и чётки: создать характерный, мечтательный звуковой ландшафт, который воплощает в жизнь настроение её альбома». Автор Pitchfork Миган Гарви объяснила слаженность альбома его общим «чувством», а не звучанием или жанром, написав, что хотя вдохновения Эддисон «написаны на её рукаве», чувственное и «иногда эйфорическое» ощущение альбома связывает треки воедино. Сэм Франзини из журнала Clash классифицирует Addison как виртуозный поп-альбом с уникальным сочетанием эзотерических, чувственных, меланхоличных, уверенных и экспериментальных тем и продюсирования.
Шаад Д’Суза из The Guardian похвалил уникальный звук и тексты Рей на фоне переполненного поп-рынка: «Рей сопротивляется импульсу 2020-х годов интеллектуализировать каждый поп-альбом и не обременена неуклюжими концепциями, пасхальными яйцами или ультра-нормативными „преданиями“, которые говорят слушателям, что им думать». Фелисити Мартин из The Independent пришла к выводу, что Рей заслужила своё место в поп-музыке, описав Addison как интимную, личную работу, отличающуюся характерным сочетанием традиционных коммерческих поп-тропов и экспериментов — явной «странности», которую Мартин надеется, что Рей будет развивать ещё больше. Алекс Риготти из NME также похвалил «неподдельную девичью искренность […] поп-музыки, которая сочетает высокопробные звуковые отсылки с более широкими эмоциональными мазками, в основном не чувствуя себя надуманной», продолжив, что альбом «смелый, выразительный и запоминающийся, чертовски цепляющий, и с небольшой откровенной биографией, он полностью личный в своём мастерстве».
Таня Гарсия из Variety похвалила «неподдельную свободу» и лиризм Эддисон: «Она находит утешение в собственных системах эскапизма, часто обретая силы в моменты, когда чувствует себя непонятой или уязвимой». Мария Шерман из Ассошиэйтед Пресс заявила, что проект «полон, напичканный гипнотическими поп-песнями», написав, что «интимность — одна из суперспособностей альбома, чувствительность, которая колеблется между записями с близкого микрофона и большими поздними ночными гимнами», назвав его «звёздным дебютным альбомом». Хизер Тейлор-Сингх из Exclaim! написала, что «молодая энергия Рей переливается в визуальный образ альбома», а её «чувственный голос движет каждым треком», подтвердив, что «альбом представляет собой серьёзную, лаконичную группу треков, свободно перетекающих друг в друга, и к концу его 33-минутной продолжительности каждая песня заслуживает своего места в треклисте». Джейден Пиндер из журнала Paste высоко оценил альбом, заявив, что он «одновременно воспринимается как коронация и решающий момент, и Эддисон Рей блестяще закрепила за собой место среди новых лиц поп-музыки».
В рецензии для Particollective Джона Де Форест написал, что альбом преуспел в том, чтобы быть одновременно «и отсылочным, и изобретательным», и что Рэй «воздержалась от легко усваиваемых звуковых фрагментов в пользу насыщенного, многослойного корпуса работы, который вознаграждает за повторное прослушивание».
В июне 2025 года редакция журнала Billboard назвала диск одним из 50 лучших 2025 года (на середину года). В июле Pitchfork также включил его в список лучших альбомов 2025 года на тот момент.
Адам Уайт в своей статье для The Independent назвал Addison одним из двух лучших поп-альбомов года наряду с Eusexua певицы FKA twigs, написав, что оба альбома вдохновлены Ray of Light Мадонны.

## Коммерческие показатели
Альбом дебютировал на четвёртом месте в американском Billboard 200 с тиражом 48500 альбомных эквивалентов, включая 23000 чистых продаж альбома и 25500 стриминговых SEA-единиц. Это первое появление в чарте 24-летней певицы и актрисы, которая начала свою карьеру в TikTok в 2019 году и дебютировала в чарте Billboard Hot 100 с песней «Diet Pepsi» в сентябре 2024 года; в феврале песня поднялась на 9-е место в чарте Pop Airplay. В 2024 году она также получила высокопрофильное сотрудничество благодаря своему гостевому участию в ремиксе на трек Charli xcx «Von Dutch» из альбома Brat. Альбом Addison был доступен в четырех вариантах на виниле, в виде стандартного и подписанного CD, а также в виде делюкс-бокса с CD и футболкой, а также в виде стандартной версии для скачивания и стриминга — все они содержали один и тот же трек-лист. Addison включает в себя три предыдущих хита Рей, вошедших в чарт Hot 100: «Diet Pepsi», «Headphones On» и «Fame Is a Gun».

## Список композиций
Слова и музыка всех песен — Эддисон Рэй, Эльвиры Андерфьярд и Луки Клозера (продюсирование Андерфьярд и Клозера), за исключением «Lost & Found» и «High Fashion», написанных совместно с Тове Бурманом..
| №                   | Название                             | Длительность |
| ------------------- | ------------------------------------ | ------------ |
| 1.                  | «New York»                           | 2:32         |
| 2.                  | «Diet Pepsi»                         | 2:49         |
| 3.                  | «Money Is Everything»                | 2:02         |
| 4.                  | «Aquamarine»                         | 2:43         |
| 5.                  | «Lost & Found»                       | 0:48         |
| 6.                  | «High Fashion»                       | 3:18         |
| 7.                  | «Summer Forever»                     | 3:47         |
| 8.                  | «In the Rain»                        | 3:33         |
| 9.                  | «Fame Is a Gun»                      | 3:03         |
| 10.                 | «Times Like These»                   | 3:52         |
| 11.                 | «Life's No Fun Through Clear Waters» | 0:57         |
| 12.                 | «Headphones On»                      | 4:00         |
| Общая длительность: | Общая длительность:                  | 33:24        |

## Персонал
По данным сервиса Tidal.
Музыканты
- Эддисон Рей — вокал
- Эльвира Андерфьярд — бэк-вокал, клавишные, программирование, продюсирование
- Лука Клозер — клавишные, программирование, продюсирование (все треки); бэк-вокал (треки 1-3, 5, 7-12)
- Тове Бурман — бэк-вокал (треки 5, 6), клавишные (6)

Техники
- Эльвира Андерфьярд — звукорежиссёр
- Лука Клозер — звукорежиссёр
- Брайс Бордоне — ассистент звукорежиссёра
- Рэнди Меррилл — мастеринг
- Сербан Генеа — сведение

## Чарты
| Чарт (2025)                         | Высшая позиция |
| ----------------------------------- | -------------- |
| Австралия (ARIA)                    | 2              |
| Австрия (Ö3 Austria)                | 9              |
| Бельгия/Фландрия (Ultratop)         | 3              |
| Бельгия/Валлония (Ultratop)         | 7              |
| Канада (Canadian Albums Chart)      | 6              |
| Дания (Hitlisten)                   | 23             |
| Нидерланды (Album Top 100)          | 6              |
| Финляндия (Suomen virallinen lista) | 18             |
| Франция (SNEP)                      | 20             |
| Германия (Offizielle Top 100)       | 25             |
| Венгрия (MAHASZ)                    | 26             |
| Исландия (Tónlistinn)               | 15             |
| Ирландия (Irish Albums Chart)       | 2              |
| Литва (AGATA)                       | 7              |
| Новая Зеландия (RMNZ)               | 1              |
| Норвегия (IFPI Norge)               | 10             |
| Шотландия (Scottish Albums Chart)   | 2              |
| Словакия (ČNS IFPI)                 | 21             |
| Испания (PROMUSICAE)                | 13             |
| Швеция (Sverigetopplistan)          | 32             |
| Великобритания (UK Albums Chart)    | 2              |
| США (Billboard 200)                 | 4              |